# Ulica Wolności w Zabrzu
Ulica Wolności w Zabrzu (dawniej Kronprinzenstrasse) − główna ulica miasta, biegnąca od granicy zachodniej miasta z Gliwicami do wschodniej z Rudą Śląską. Ulica stanowiąca główną arterię rozwijającego się miasta na początku XX wieku.

## Opis

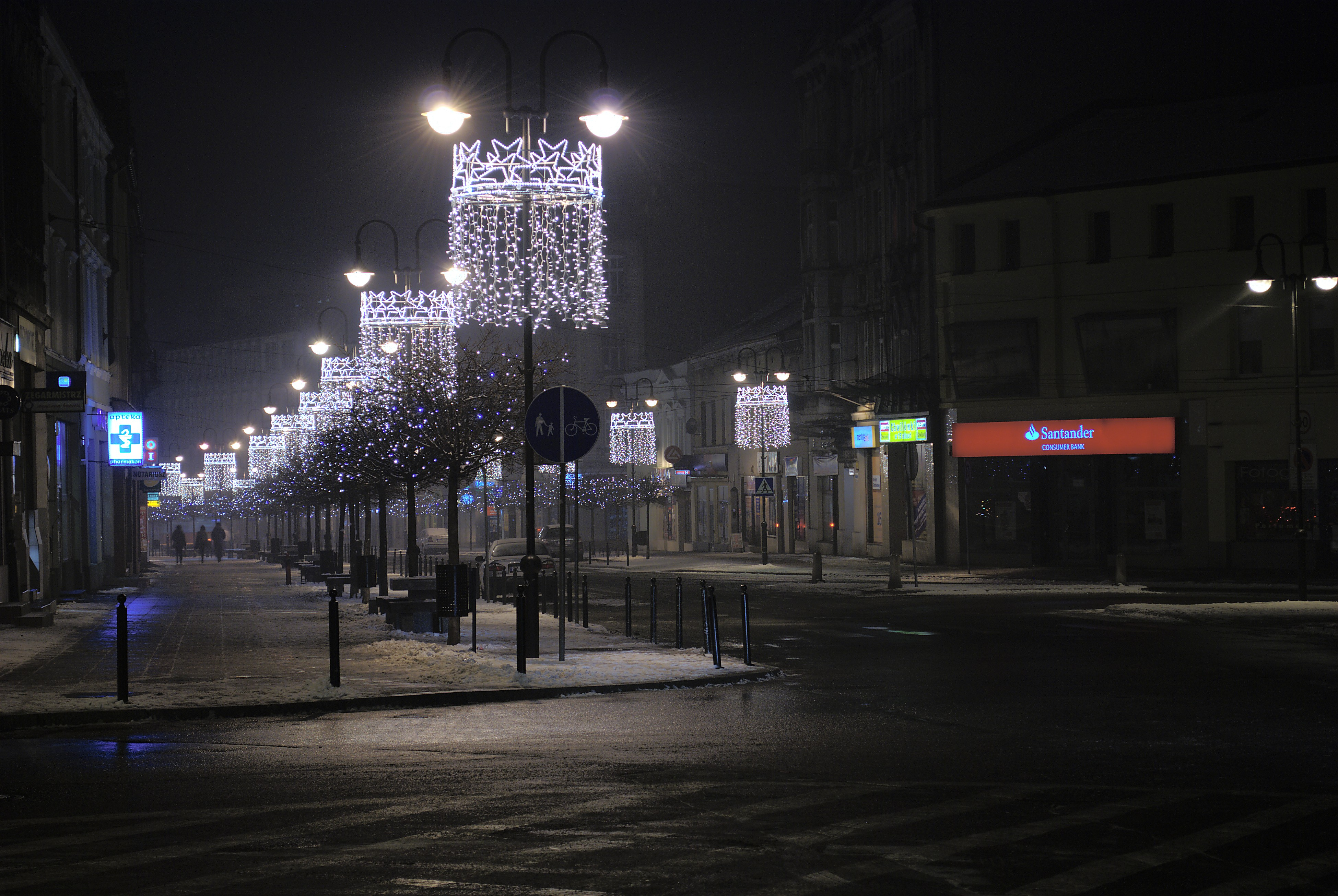
Ulica Wolności w nocnej iluminacji widziana z placu Dworcowego

Przy ulicy Wolności mieściło się (lub mieści do tej pory) kilka najważniejszych zakładów przemysłowych, między innymi Kopalnia Zabrze (Kopalnia Królowa Luiza), Browar Zabrze, Huta Redena (obecnie zakłady Powen SA). Przy ulicy Wolności znajdują się także trzy kościoły: św. Andrzeja Apostoła, św. Franciszka i św. Jadwigi, jak również hala sportowa Pogoń. Na całej długości wzdłuż ulicy biegnie linia tramwajowa, z torowiskiem w jezdni lub poza nim. W centrum ulica wyłączona z ruchu kołowego stanowi reprezentacyjny deptak miejski, połączony z placem Wolności. Zabudowa ulicy Wolności jest zróżnicowana. Najbardziej zwarta w części śródmiejskiej, z kamienicami z przełomu XIX i XX w.
Po południowej stronie ul. Wolności, w rejonie Zaborza, znajdowały się patronackie kolonie robotnicze (A, B, C i D).
Przy ulicy Wolności zlokalizowane są następujące historyczne obiekty, wpisane do rejestru zabytków:
- kościół parafialny pw. św. Andrzeja Apostoła (ul. Wolności 189), wybudowany w latach 1863−66 (nr rej.: A/210/07 z 27 czerwca 2007); ochroną objęty jest także cmentarz kościelny,
- hotel „Admiral-Palast” − obecnie „Monopol” (ul. Wolności 305), wzniesiony w latach 1924-28 (nr rej.: A/769/2021 z 15 grudnia 1997)[3],
- zespół zabudowy osiedla mieszkaniowego przy ul. Wolności 149, pl. Słowiańskim 1, 2, 3, 4, 5 i ul. Stanisława Wyspiańskiego 1, 2, 3, 4, 5, 6, 7, 8, 9 (nr rej.: A/659/2020 z 2 czerwca 2020)[4],
- zespół kopalni „Królowa Luiza” (ul. Wolności 402), pochodzący z drugiej połowy XIX wieku (nr rej.: A/1539/93 z 20 grudnia 1993), w skład którego wchodzą:
  - budynek nadszybowy szybu „Carnall” − obecnie Zabrze II,
  - maszynownia szybu „Carnall” − obecnie Zabrze II,
  - maszynownia szybu „Zabrze I”,
  - budynek kompresorów,
  - budynek łaźni,
  - budynek skraplarni powietrza (warsztaty),
  - budynek magazynu − obecnie warsztat i biuro,
  - budynek cechowni − obecnie sklep.